# سهره عربی
سهره عربی یا دانه‌خوار روتشیلد (نام علمی: Crithagra rothschildi) نام یک گونه از تیره سهره است.